# Rick Ferreira
Henrique Sérgio Werneck Ferreira, conhecido como Rick Ferreira (Rio de Janeiro, 14 de maio de 1953) é um músico, produtor musical, arranjador e compositor brasileiro.
Foi o primeiro músico brasileiro a participar de gravações usando instrumentos como o Five Strings Banjo e Pedal Steel Guitar.
Produziu e gravou com os maiores e mais diversos nomes da música brasileira como: Raul Seixas, Erasmo Carlos, Guilherme Arantes, Ana Carolina, Zezé di Camargo e Luciano, Leonardo, Chrystian & Ralf, Bruno e Marrone, Sérgio Reis, Zé Ramalho, Caetano Veloso, Belchior, Roupa Nova, Barão Vermelho, Pitty, Lulu Santos, Matanza, Danni Carlos, Wanderléia, Clube da Viola, Legião Urbana e vários outros.
É co-autor das músicas "Mas I Love You (Pra Ser Feliz)" com Raul Seixas, ”Billy Dinamite”, “A Lenda Do Ciúme”, “Escorregadia” com Erasmo Carlos, “Meu Nome É Cem” com Belchior e "Meu Filho, Meu Filho" e "Retalhos e Remendos" com Paulo Coelho.

## Vida profissional

### Início
Rick aprendeu seus primeiros acordes aos 6 anos de idade na fazenda de seus avós maternos em Três Rios. Formou sua primeira banda de nome The Lumber Men com 10 anos de idade, ao lado de Pedro Lima (guitarra) e Edu (pandeiro), com a qual se apresentou no programa de Raul Longras, na extinta TV Rio. Ainda adolescente, fez parte da banda The Goofies, ao lado de seu irmão Neco Ferreira (bateria) e dos amigos Dadi (baixo) e Pedro Lima (guitarra).
Com apenas 17 anos, trabalhou com Paulo Diniz ("Quero Voltar Pra Bahia" e "Eu Vim De Piri Piri") no auge da carreira do cantor.

### Raul Seixas
Foi o principal guitarrista da Obra de Raul Seixas, e é conhecido como o seu “Fiel Escudeiro", participando de toda a sua discografia a partir do álbum Gita (Phonogram - 1974) até o A Panela do Diabo (WEA - 1989). Nos álbuns seguintes do cantor gravou, além de guitarras, também o violão, piano, banjo e Pedal Steel Guitar. Em 1986, Rick produziu o Uáh-Bap-Luh-Bap-Láh-Béin-Bum (Copacabana), álbum que marcou a volta de Raul ao mercado fonográfico com sucessos como “Cowboy Fora da Lei” e “Quando Acabar O Maluco Sou Eu”, sendo o responsável por todas as guitarras, violões, banjo, Pedal Steel Guitar, teclados e também pelos arranjos e mixagens. Esse foi o terceiro album de Raul Seixas a receber Disco de Ouro por ter atingido vendagem acima de 100.000. Em 2011, recebeu menção honrosa da revista Guitar Player com solo da musica "Quando Acabar O Maluco Sou Eu", sendo apontado entre os 50 maiores solos da história do Rock.
Em 2004, participou como diretor musical e guitarrista no DVD O Baú do Raul: Uma Homenagem a Raul Seixas, onde cantou a música "Canceriano Sem Lar".
Em 2014, participou como guitarrista, diretor musical e artista no DVD Baú do Raul II, interpretando a musica "Quando Acabar O Maluco Sou Eu".

### Colaborações
Durante 33 anos, de 1975 a 2008, foi guitarrista e diretor musical do cantor Erasmo Carlos, participando de mais de oitenta por cento de toda sua discografia, tendo deixado a banda em 2009.
De 2001 a 2005 fez parte da banda do cantor Zé Ramalho, com quem gravou o álbum Estação Brasil (BMG) e os DVD's Zé Ramalho Canta Raul Seixas (2001 - BMG), Zé Ramalho Um Banquinho e Um Violão (2003 Universal Music) e Zé Ramalho Ao Vivo (2005 - SONY/BMG).
Dentre as inúmeras participações em discos de artistas e bandas brasileiras, algumas são: DVD Erasmo Carlos (2001); DVD 40 Anos de Jovem Guarda (2005); DVD Jovem Guarda Para Sempre, The Fevers, Jerry Adriani; Santa Madre Cassino (Deckdisc) da banda Matanza; DVD Guilherme Arantes Ao Vivo (Sony Music, EPIC).
Em 2003, participou de Admirável Chip Novo (Deckdisc), álbum de estreia da cantora Pitty, na faixa "Temporal", na qual gravou violão.
Produziu e gravou o álbum Buchecha Acústico (Universal - 2006).

### Carreira Solo
Em 1975, assinou contrato com a gravadora Philips, hoje Universal Music, e lançou um compacto simples com a música "Retalhos e Remendos" em parceria com Paulo Coelho, que foi o tema da atriz Françoise Forton na telenovela Cuca Legal da TV Globo. Em 1976, lançou também pela Philips o vinil Porta das Maravilhas, com musicas autorais onde, cantou, fez os vocais, tocou guitarra, violão, piano, órgão, banjo e pedal steel guitar. O álbum contou com músicos como Liminha (baixo em duas faixas), Túlio Mourão (piano em uma faixa), Áureo de Souza (bateria), Chico Julien (baixo) e foi produzido por Sérgio de Carvalho.

#### Discografia
- 1975 - Meu Filho, Meu Filho / Retalhos e Remendos • Compacto Simples (Phonogram)
- 1976 - Porta das Maravilhas • LP (Phonogram)

## Vida pessoal
Em junho de 2000, seu irmão Neco morreu de câncer e em abril de 2009, sofreu uma isquemia cerebral, o que lhe causou perda momentânea dos movimentos, afetando sua fala e coordenação motora. Por esse motivo, Rick não compareceu em seu show na Virada Cultural em São Paulo, onde tocaria no palco de Raul Seixas. Em entrevista ao site da revista Guitar Player, Rick fala do grave episódio: “Já estou tocando e gravando normalmente”.
Rick é casado com sua empresaria e produtora Cristiane Muniz desde 2011.